# Гръко-римски свят
Гръко-римският свят, наричан още и гръко-римска цивилизация, е антична цивилизация с център в Средиземноморието, доминирана от езика, културата, държавните институции и религията на Древна Гърция и Древен Рим. В своя разцвет гръко-римската цивилизация обхваща обширни територии от Магреб до Крим и Кавказ и от Британските острови до Хиджаз и Месопотамия.
Гръко-римската антична цивилизация е в основата на средновековната християнска цивилизация.